# 2007年度新司法試験漏洩問題
2007年度新司法試験漏洩問題（2007ねんどしんしほうしけんろうえいもんだい）とは、2007年度（平成19年度）の新司法試験本試験内容の類似論点出題疑惑をめぐり報道された各問題。

## 本試験出題類似疑惑・漏洩疑惑に関する報道
2007年（平成19年）度新司法試験において、慶應義塾大学法科大学院の専任教授であり、かつ、法務省司法試験考査委員であった植村栄治が、同校の大学院生を相手に試験対策のための講義やメールの配信を行い、答案練習会を開催していたことが問題となった。
2007年（平成19年）6月29日、法務省は、試験前の答案練習会で試験問題と類似の論点を学生に教えていたことに対する措置として、同教授の考査委員の職を解任した。
同年8月3日、法務省大臣官房人事課は「植村元考査委員の行った不適正な行為による影響について，公法系の短答式試験，論文式試験の双方の問題の全体にわたり，詳細な検討を行ったが，植村元考査委員が 行った受験指導の中には，本試験の問題と同一，あるいは「類題」と評価できるような類似した問題は全くなかった。」と公表し、調査過程についても若干触れるにとどまっている。
結局、2007年度新司法試験においては、法務省及び司法試験委員会は、「試験への影響はなかった」として特別の措置は一切採らないことと決定したが、こうした対応に対して一部からは批判の声も上がった。2008年（平成20年）度新司法試験からは、学者出身の考査委員を半減させることなどが決定した。  
また、新司法試験考査委員である大宮法科大学院大学の実務家教授2人が2006年（平成18年）夏に実施した自校の自主勉強会と問題演習に参加した学生に、実際に同年の5月に行われた新司法試験で出題された論文試験の問題とともに、独自の採点基準を配布していたことが報道されている。この件についても法務省は事情聴取することとしたように、新司法試験のための答案練習会などを各法科大学院が実施していたことから、他大学についても問題内容の漏洩がなかったか法務省による調査が行われているとされているが、特に表立ったな動きはみられなかった。   
こうした事態を受けて、作問を担当する考査委員については実務家委員を中心とし、作問を担当する考査委員は自己が勤務する法科大学院において3年生及び修了生に対し指導することが禁止され、試験終了後に採点のみを担当する考査委員を改めて追加で任命することにするなどの措置が講じられることとなった。
なお、2010年（平成22年）3月25日、大学基準協会は、慶應義塾大学内の外部調査委員会委員の外部性が不十分であり、再発防止策も徹底されていないとして、2010年度以降も引き続いて報告書の提出を求めた。その他に、駿河台大学、中京大学、桐蔭横浜大学の各法科大学院についても、以前に過度の司法試験対策を実施していたとして、同様に検証するとした。